# 佐々木一樹
佐々木 一樹（ささき かずき、1951年8月31日 - ）は、兵庫県出身のサッカー関係者。

## 来歴
1951年(昭和26年)8月31日、兵庫県神戸市生まれ。市立の山手小学校（現在の山の手小学校）を経て生田中学（現在の神戸生田中学）卒業。
関西学院高等部に進学。
1974年、関西学院大学卒。日産自動車に入社。選手経験はなく、日産サッカー部マネジャーとしてチーム強化に携わった。
1988年に日本サッカーリーグ事務局長。1991年にそれを発展した日本プロサッカーリーグに移り、1997年同事務局長に就任。2002年からJリーグ理事就任。2003年日本サッカー協会理事。2010年、羽生英之の東京ヴェルディ1969社長専念に伴い空席となったJリーグ事務局長に就任することになった。
2012年3月Jリーグ事務局長退任。2012年4月より、ジェイリーグエンタープライズ代表取締役社長。